# كريس وودهيد
السير كريس وودهيد Chris Woodhead (20 أكتوبر 1946 – 23 يونيو 2015 م) عمل كبيرا للمفتشين في المدارس الإنجليزية من عام 1994 إلى 2000 م.
كان من الشخصيات المثيرة للجدل أثناء حواراته ومناظراته بخصوص السياسة التعليمية في إنجلترا. 
عمل رئيساً لمجموعة كوغنيتا وهي مجموعة مدارس خاصة عالمية، من عام 2004 إلى 2013 م. 

## روابط خارجية
- كريس وودهيد على موقع IMDb (الإنجليزية)
- كريس وودهيد على موقع ميوزك برينز (الإنجليزية)